# Kutriguren
Die Kutriguren waren ein am Schwarzen Meer lebendes spätantikes Reitervolk im 6. Jahrhundert. 
Die Kutriguren werden mehrfach in spätantiken Quellen des 6. Jahrhunderts erwähnt, so bei Pseudo-Zacharias (also in der erweiterten Fassung der Kirchengeschichte des Zacharias von Mytilene), Prokopios, Agathias und Menander Protektor. Sie scheinen eng mit den Utiguren verwandt gewesen zu sein. 
Die Herkunft der Kutriguren ist in der Forschung umstritten. Von den klassizistisch orientierten Geschichtsschreibern wurden sie anachronistisch oft schlicht als „Hunnen“ bezeichnet. Dies sagt aber nichts über ihre Herkunft aus, da dieser Begriff, wie vorher „Skythe“, oft nur ein Stilmittel spätantiker Geschichtsschreiber war, um so Völker im pontischen Steppengebiet nördlich des Schwarzen Meeres zu bezeichnen. Die Hauptquelle zu ihnen ist Prokopios (8. Buch seiner Historien), der aber eine stark legendenhaft ausgeschmückte Schilderung über ihre Ursprünge wiedergibt. Ob sie wirklich von den Resten hunnischer Gruppen abstammen, ist daher fraglich. Mit dieser These verknüpft ist teils die Annahme, dass es sich bei den Kutriguren, die sich im Gebiet der turkstämmigen Onoguren ansiedelten, um ein Turkvolk gehandelt hat. In der Forschung werden sie mal mit den Protobulgaren gleichgesetzt, mal von ihnen deutlich unterschieden.
Mitte des 6. Jahrhunderts werden die Kutriguren das erste Mal historisch fassbar. Um 550 baten die Gepiden die Kutriguren im Kampf gegen die Langobarden um Hilfe. Zu dieser Zeit kamen sie auch in Kontakt mit dem Oströmischen Reich. Obwohl sie vom Kaiser in Konstantinopel Jahrgelder erhielten, drangen sie wiederholt auf oströmisches Gebiet vor; andererseits dienten Kutriguren auch im oströmischen Militär, z. B. kämpfte ein gewisser Sinnion als Offizier unter Belisar. 
Prokopios berichtet, dass die Kutriguren anschließend oströmisches Territorium angriffen, bevor sie durch Angriffe der Utiguren bzw. kaiserliche Zusicherungen zum Abzug bewogen wurden. In den Jahren 558/59 griffen sie unter ihrem Anführer Zabergan jedoch erneut an, drangen bis nach Griechenland vor und agierten sogar im Umfeld der Hauptstadt Konstantinopel. Kaiser Justinian I. scheint mit ihnen ein Abkommen geschlossen zu haben, die Quellen machen jedoch keine genauen Angaben. Offenbar musste der Abzug der Kutriguren mit Gold erkauft werden. In anderen Quellen werden diese Angreifer auch als Hunnen, Slawen oder Bulgaren bezeichnet. 
Justinian ging anschließend mit Sandilch, einem Anführer der Utiguren, ein Bündnis ein. Die Utiguren griffen die Kutriguren an und beide Gruppen scheinen sich in den folgenden Kämpfen stark geschwächt zu haben. Diese Situation nutzten die ebenfalls erst wenige Jahre zuvor im Blickfeld Ostroms aufgetauchten Awaren aus, um 560 den Großteil der verbliebenen Utiguren und Kutriguren zu unterwerfen. In awarischen Diensten fielen die Kutriguren um 568 in Dalmatien ein. Kutriguren werden in den Quellen auch als Ratgeber des Awaren-Khagans genannt; in der Folgezeit verschwanden sie jedoch weitgehend aus den Quellen. Sie gingen vermutlich in den Awaren und Bulgaren auf, ohne dass ihr genaues Verhältnis zu den Bulgaren klar ist. Ob Reste der Kutriguren am Fluss Don sich im frühen 7. Jahrhundert Kubrat anschlossen, ist nicht eindeutig.